# آل الجليلي

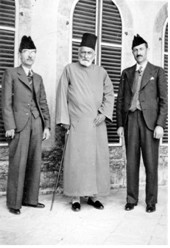
اسماعيل الجليلي (1865-1943)، مع ولديهِ محمد صديق الجليلي (1903-1980)، وعبد القادر الجليلي (1914-1995)، في عام 1940

عائلة الجليلي أو بني عبد الجليل، هي عائلة هيمنت على سياسة الموصل منذ بداية القرن الثامن عشر حتى أواخر القرن التاسع عشر الميلادي.

## تاريخها
يعود أصل العائلة إلى جدهم الأكبر عبد الجليل الذي يقال أنه كان عبدا مسيحيا لحكام ولاية الموصل العثمانيين غير أن ابنه إسماعيل نال حظوة عند الدولة العثمانية بعد إسلامه بحسب تقليد شعبي نقلته جرترود بل، وترقى حتى أصبح واليا على الموصل سنة 1138هـ (1726م). كما رسخ حسين الجليلي ابن إسماعيل سيطرة العائلة بعد أن رد محاولة نادر شاه احتلال المدينة سنة 1155هـ (1743م). لم تتوقف سيطرة العائلة على ولاية الموصل فحسب بل زاد نفوذهم وأصبح بعض أفرادها ولاة لولايات عثمانية مجاورة.
أُبعدت عائلة الجليلي عن الحكم سنة 1250هـ/ 1834م، غير أن نفوذهم الاقتصادي في المنطقة استمر حتى نهاية العهد الملكي وقيام الجمهورية في العراق سنة 1377هـ /1958م.

## ولاة الموصل في العهد الجليلي
- الحاج حسين بن إسماعيل باشا الجليلي 1143 هـ
- الغازي محمد امين بن الحاج حسين الجليلي سنة 1166 هـ
- فتاح بن إسماعيل الجليلي 1183 - 1185 هـ
- سليمان بن محمد أمين الجليلي 1185 - ???
- أمين بن حسين بن إسماعيل الجليلي ??? - 1189 هـ[3]
- محمد الجليلي 1200 - 1221 هـ
- نعمان بن سليمان الجليلي 1222 - 1223 هـ
- أحمد بن بكر أفندي 1223 - 1224 هـ
- محمود بن محمد الجليلي 1224 - 1225 هـ
- سعدالله بن الحاج حسين الجليلي 1225 - 1227 هـ
- أحمد بن سليمان الجليلي 1227 - 1233 هـ
- حسن بن الحاج حسين الجليلي 1233 هـ وتوفي في نفس الشهر
- أحمد بن سليمان الجليلي 1233 - 1237 هـ
- عبد الرحمن بن محمود عبد الله بك 1237 - 1238 هـ
- يحيى بن نعمان الجليلي 1238 - 1242 هـ
- عبد الرحمن بن محمود الجليلي 1242 - 1245 هـ
- محمد امين بن الحاج عثمان الجليلي 1245 - 1249 هـ
- يحيى بن نعمان الجليلي (دفعة ثانية) 1250 - 1251 هـ[4]